# 霍克斯維爾 (馬里蘭州)
霍克斯維爾（英語：Houcksville）是位於美國馬里蘭州卡洛爾縣的一個非建制地區。

## 地理
霍克斯維爾所處的海拔為高於海平面243米（即797英呎），而該地所採用的時區為UTC-5，即北美东部時區（EST）。同時該地設有夏令時間，為UTC-5調快一小時，即UTC-4（EDT）。